# Dune (miniserie)
Dune är en amerikansk miniserie från 2000.

## Handling
Serien är baserad på Frank Herberts första bok i Dune, och följer den i allt väsentligt när det kommer till handlingen. Greven Leto Atreides, härskare över huset Atreides, tilldelas oväntat herraväldet över ökenplaneten Arrakis, och flyttar dit med hela sin familj, inklusive sin son Paul. Väl där visar det sig att grevens nya territorium är en fälla, gillrad av släktens ärkefiender, huset Harkonnen. Filmen följer först Leto och senare Paul Atreides i deras kamp mot sina många olika fiender.